# Болгаро-канадские отношения
Болгаро-канадские отношения — двусторонние дипломатические отношения между Болгарией и Канадой. 

## История

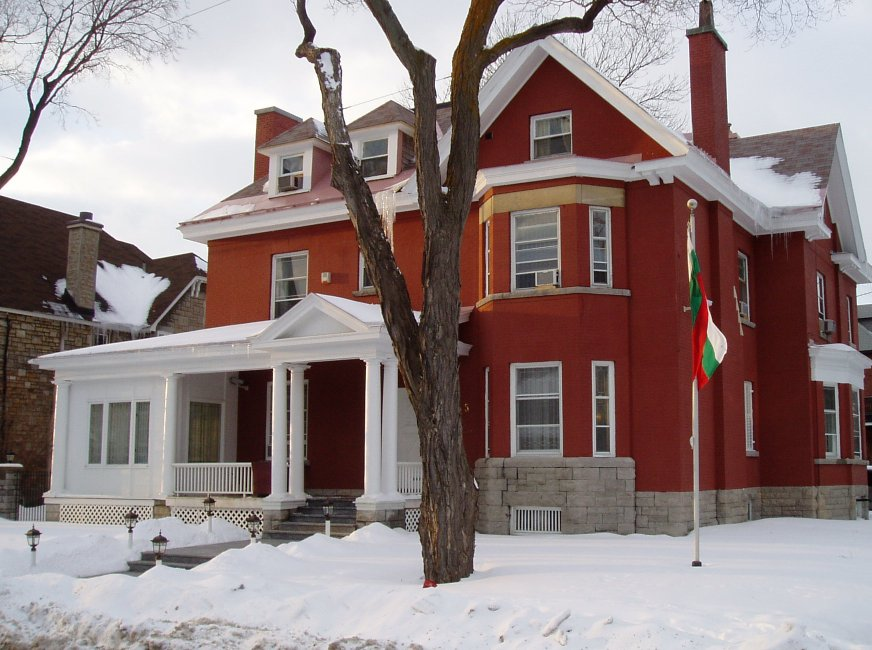
Посольство Болгарии в Оттаве.

После атаки на Пёрл-Харбор и объявления Германией войны США, 7 декабря 1941 года Канада объявила войну Болгарии (как стране-союзнику гитлеровской Германии). Дипломатическое урегулирование взаимоотношений между Болгарией и странами Антигитлеровской коалиции было завершено после подписания в 1947 году в Париже мирного договора.
В условиях начавшейся «холодной войны» Канада в сентябре 1949 года вошла в состав военно-политического блока НАТО, а Болгария в мае 1955 года - в состав Организации Варшавского Договора. В результате, развитие контактов между странами оказалось осложнено (только 14 декабря 1955 года Болгария была принята в Организацию Объединённых Наций).
Государства являются членами Всемирной торговой организации (Канада вступила в ВТО в 1995 году, Болгария - 1 декабря 1996 года).
3 марта 1999 года было подписано Соглашение об избежании двойного налогообложения.
29 марта 2004 года Болгария вступила в блок НАТО, что привело к активизации военного сотрудничества. Подразделения вооружённых сил Канады участвуют в военных учениях на территории Болгарии.
Между странами сложились хорошие двусторонние отношения, о чем свидетельствует общее членство в организации Франкофония. Растет товарооборот и объём инвестиций, налажено эффективное военное сотрудничество и взаимодействие в области безопасности, а также укрепляются научные и культурные отношения.
Почётный консул Канады в Софии играет активную роль в развитии политических, коммерческих и культурных отношений между странами. Его офис предлагает консульскую поддержку гражданам Канады, а также услуги торгового комиссара и поддержку в Болгарии.
Более 30 000 канадцев болгарского происхождения живут в Канаде и внесли уникальный и ценный вклад в развитие страны. Около 1000 канадцев постоянно проживают в Болгарии, и до 15 000 канадцев посетили Болгарию в 2011 году.

## Торговые отношения
Болгария является одним из крупнейших партнеров Канады по торговле в Юго-Восточной Европе. В 2012 году объём товарооборота между странами достиг суммы 369,3 млн долларов США. Канадские компании играют важную роль в горнодобывающей промышленности Болгарии и проявляют интерес к нефтегазовому сектору как на суше, так и на море. Бизнес-возможности для канадских компаний существуют в Болгарии в сфере телекоммуникаций, аэропортовых услуг, производства электроэнергии и сельского хозяйства.

## Дипломатические представительства
Посол Канады в Бухаресте (Румыния) представляет интересы страны и в Болгарии, кроме того имеется почётное консульство в Софии. У Болгарии есть посольство в Оттаве и генеральное консульство в Торонто. Канадский бизнесмен болгарского происхождения, строительный магнат и филантроп Игнат Канев был почётным консулом Болгарии в Канаде.